# 가부라기 도루
가부라기 도루(일본어: 鏑木 享, 1976년 4월 18일 ~ )는 일본의 전 축구 선수이다.

## 구단 경력
과거 FC 도쿄, 알비렉스 니가타, 마쓰모토 야마가 FC에서 활동하였다.